# Juan Antonio Pérez Simón
Juan Antonio Pérez Simón (Turanzas, Llanes, Asturias, 8 de mayo de 1941) es un hombre de negocios y coleccionista de arte español residente en México. Se hizo rico gracias al negocio de las telecomunicaciones. Pérez Simón ha conformado una de las mejores bibliotecas privadas de México y una colección de más de 3000 pinturas, incluyendo obras de Dalí, Goya, El Greco, Rubens, Van Gogh y Monet. En 2010, Paris Match la describió como la colección privada más grande del mundo.

## Primeros años y carrera
Pérez Simón tenía solo 5 años cuando su familia emigró de Llanes a México. No eran muy adinerados. Viajando por mar durante 28 días en tercera clase y pasando un mes en Cuba, finalmente se trasladaron a Ciudad de México. El padre de Pérez Simón trabajó en el negocio de las bebidas y su hijo se autoeducaba en economía y contabilidad. Pérez Simón conoció a Carlos Slim cuando ambos aún eran jóvenes. Entraron en el Grupo Carso, uno de los conglomerados empresariales más importantes de Latinoamérica, como socios en 1976 donde Pérez Simón tenía una inversión del 30 % del total. En mayo de 2014 la firma capitalizó en el mercado de acciones por más de 12 000 millones de dólares.

## Colección de arte

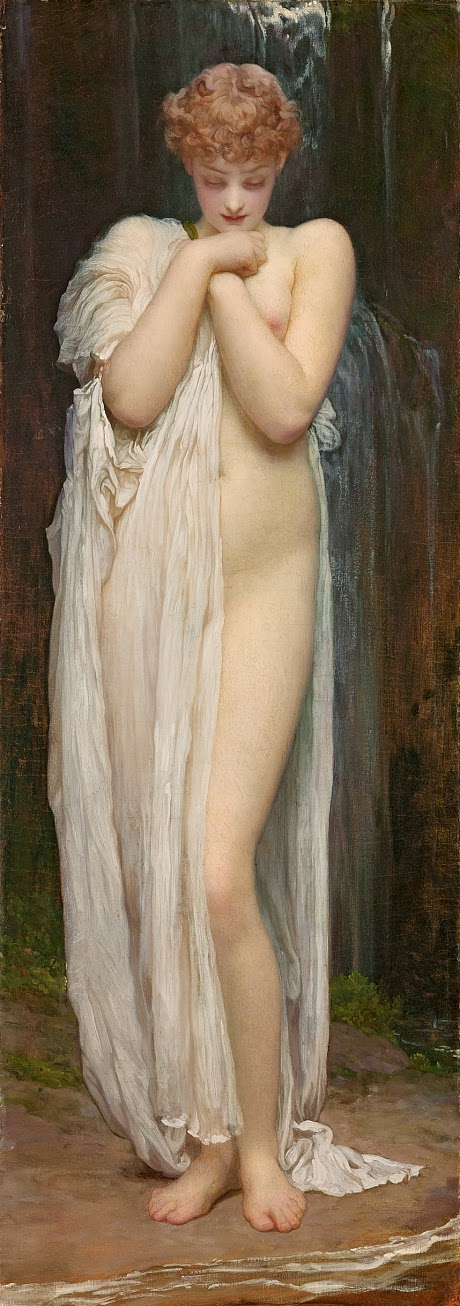
Crenaia, la ninfa del Dargle, Frederic Leighton, óleo en tela, 1880. Modelo, Dorothy Dene. Parte de la colección de Pérez Simón en préstamo al Leighton House Museum, 2014-15.

El interés de Pérez Simón por el arte comenzó en su adolescencia. Empezó coleccionando a sus 20 años; primero, impresiones baratas de pinturas del paisaje mexicano, ya que en ese entonces él y su esposa no tenían mucho dinero. Al día de hoy, la colección de Pérez Simón incluye unas 4000 piezas de pintura, escultura, dibujo, artes decorativas y manuscritos, desde el siglo XIV en adelante; pero él no disfruta del arte contemporáneo, sintiendo que es muy intelectual y falto de emoción. Cuenta también con una biblioteca integrada por más de 50 000 volúmenes, con un fondo documental que sirve de sustento a la propia colección.
Grupo Carso tiene su propio museo, y Pérez Simón está en coordinación con su socio Carlos Slim para así no competir el uno con el otro por las mismas obras. Pérez Simón afirma no rechazar nunca una solicitud de préstamo de alguno de sus cuadros.
Entre las obras más destacables de la colección, se cuentan el Retrato de Teresa de Vallabriga de Francisco de Goya y La Ascensión de Cristo de Salvador Dalí, junto a ejemplos entre los primitivos italianos y el siglo XVIII: Spinello Aretino, Bronzino, Alessandro Allori, Lucas Cranach el Viejo, Alonso Sánchez Coello, El Greco, Juan Pantoja de la Cruz, Denys Calvaert, Pieter Brueghel el Joven, Rubens, Van Dyck, David Teniers el Joven, Ferdinand Bol, Pieter Claesz, José de Ribera, Bartolomé Esteban Murillo, Luca Giordano, Jean-Marc Nattier, Canaletto, Giovanni Paolo Pannini, Giambattista Tiepolo, Mengs, Francisco Bayeu, Joshua Reynolds, Thomas Gainsborough... 
Uno de los puntos fuertes de la colección es la pintura victoriana (comentada más abajo), y hay además un repertorio del siglo XIX desde Turner, Gustave Moreau, Léon-Augustin Lhermitte y Franz Xaver Winterhalter al impresionismo y finales de siglo: Camille Pissarro, Monet, Renoir, Alfred Sisley, Henri Fantin-Latour, Paul Gauguin, Van Gogh, Cézanne, y la línea no rupturista de Alexandre Cabanel, William-Adolphe Bouguereau, Giovanni Boldini, James Tissot, Raimundo de Madrazo y Garreta, Anders Zorn... 
El siglo XX, no queda atrás, estando representados desde españoles como Pablo Picasso, Joan Miró, Julio Romero de Torres, Joaquín Sorolla, Ignacio Zuloaga, Eduardo Arroyo, Antonio López, Rafael Canogar, Juan Genovés, Manolo Valdés y Miquel Barceló hasta grandes figuras extranjeras como Edvard Munch, Kandinsky, Raoul Dufy, Georges Braque, Fernand Léger, Oskar Kokoschka, René Magritte, Paul Delvaux, Giorgio de Chirico, Marc Chagall, Tamara de Lempicka, Willem de Kooning, Mark Rothko, Jackson Pollock, Andy Warhol, Alex Katz, Anish Kapoor, Joan Mitchell, Takashi Murakami, Yoshitomo Nara... 
Notable es así mismo el repertorio latinoamericano desde el siglo XVIII: Manuel de Arellano, Leonora Carrington, David Alfaro Siqueiros, Diego Rivera, Frida Kahlo...

### A Victorian Obsession
Desde noviembre de 2014 a marzo de 2015, cincuenta pinturas adquiridas por Pérez Simón fueron exhibidas en el Leighton House Museum de Londres, en la exhibición A Victorian Obsession: The Pérez Simón collection. La colección permanente del museo se almacenó para permitir que los trabajos colgaran en toda la casa. Los trabajos seleccionados fueron aquellos de Frederic Leighton y otros pintores británicos victorianos importantes, muchos de los cuales Leighton habría conocido, tales como Lawrence Alma-Tadema, Albert Moore, Dante Gabriel Rossetti, Edward Burne-Jones, John Everett Millais, John William Waterhouse, Edward Poynter, John Melhuish Strudwick y John William Godward. Las pinturas no fueron etiquetadas, para que combinasen con la decoración de la casa.
Como parte de la exhibición The Roses of Heliogabalus (1888), de Lawrence Alma-Tadema, fue exhibida en Londres por primera vez desde la exposición conmemorativa de Alma-Tadema en la Royal Academy en 1913.
En su reseña de la exhibición, Waldemar Januszczak de The Sunday Times, describió las obras incluidas como "escapismo demente" y a Pérez Simón como "amante más rico de México de damiselas caídas en peligro y ninfas griegas musculares". Observó que Pérez Simón "hizo su dinero con lo nuevo, pero es la antigüedad la que presiona su tono de llamada".

### Obras de la colección de Pérez Simón

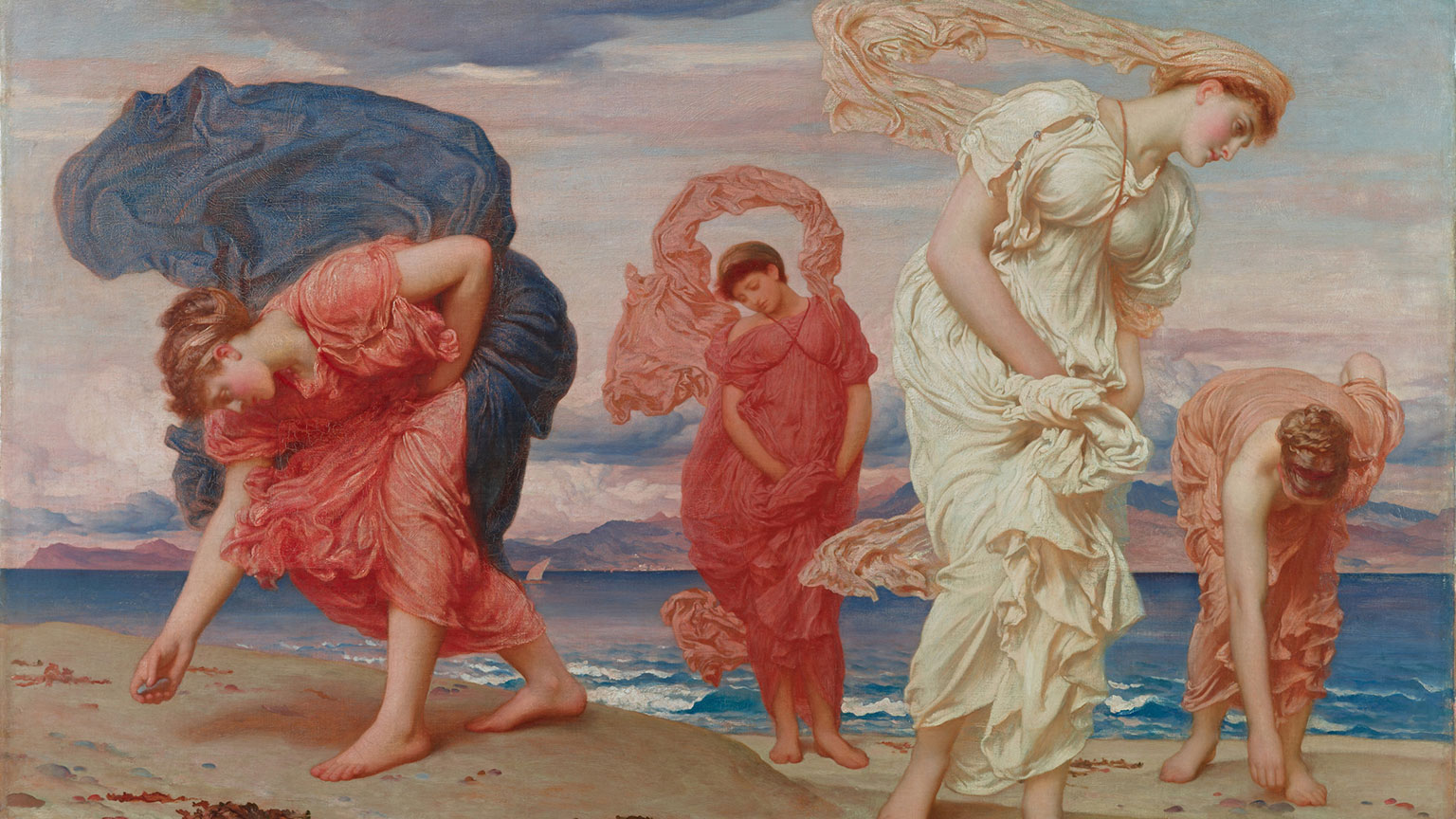
Mujeres griegas recogiendo piedrecitas a la orilla del mar. Frederic Leighton, 1871.
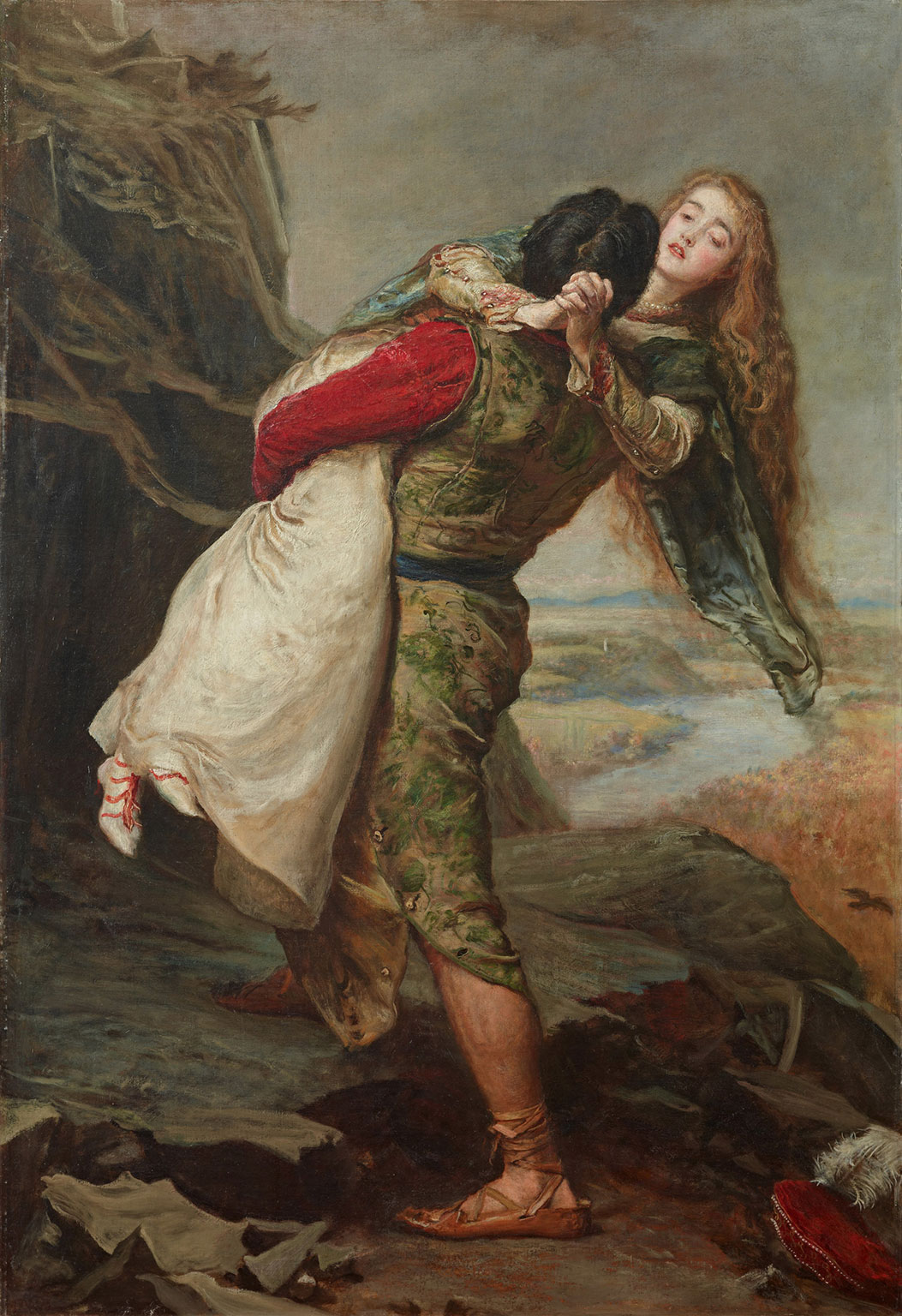
La corona del amor. John Everett Millais, 1875.
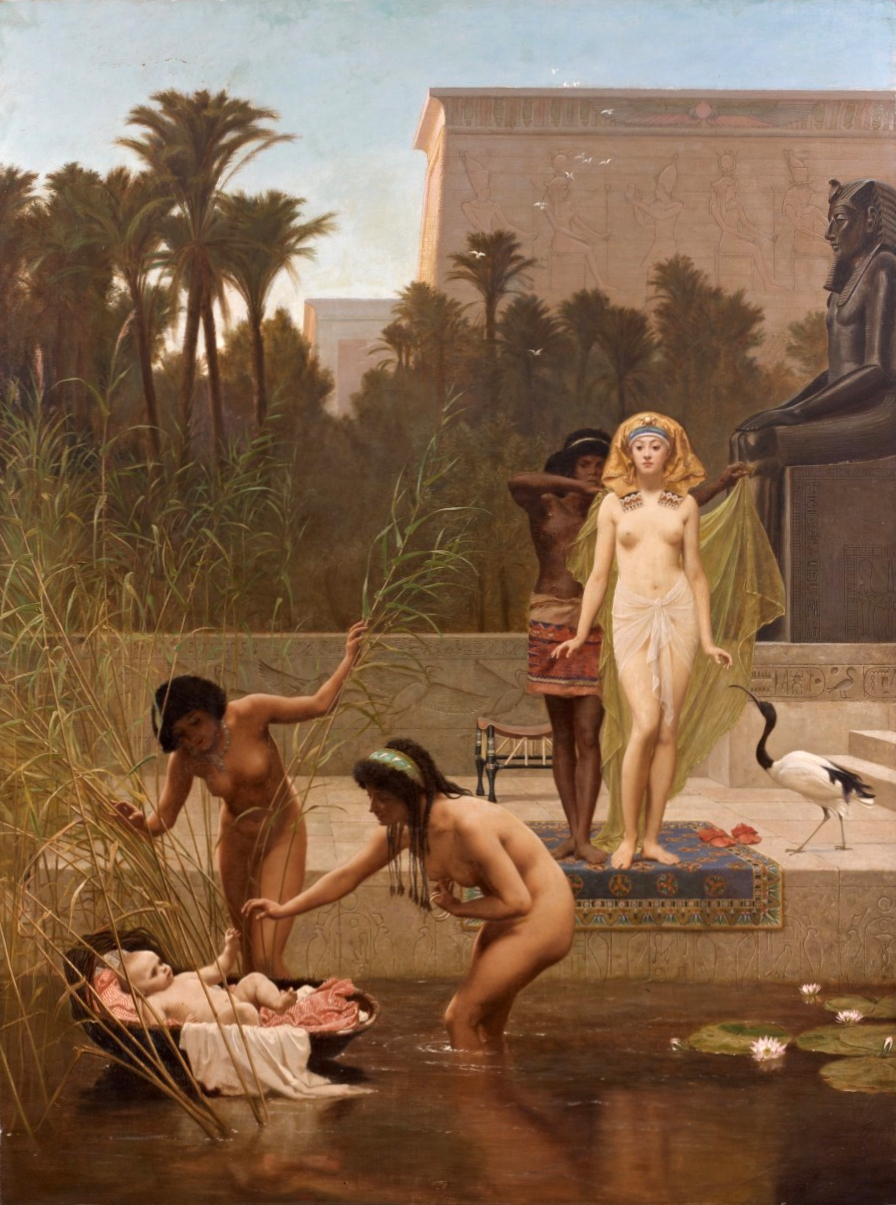
El encuentro de Moisés. Frederick Goodall, 1885.
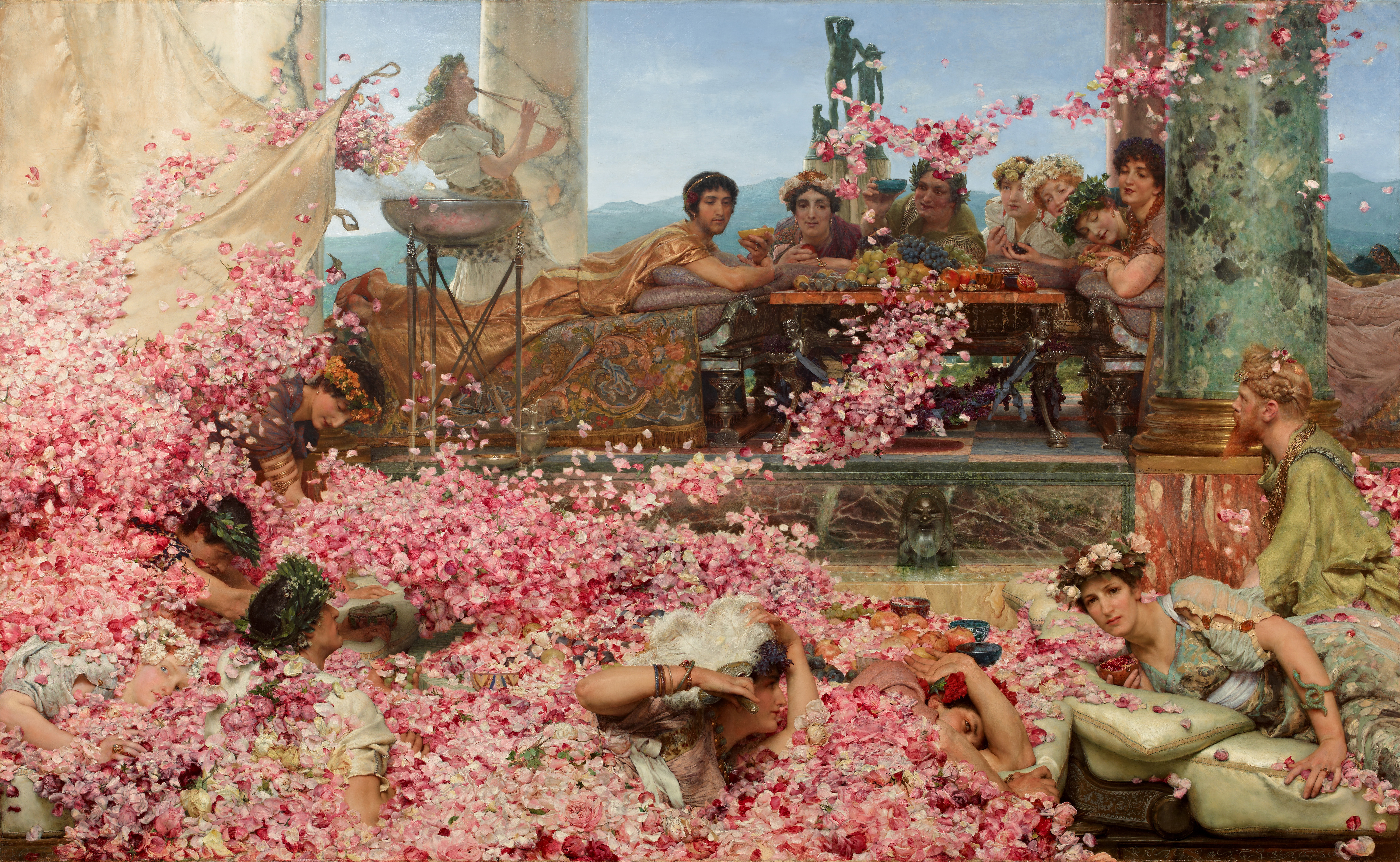
Las rosas de Heliogabalus. Lawrence Alma-Tadema, 1888.
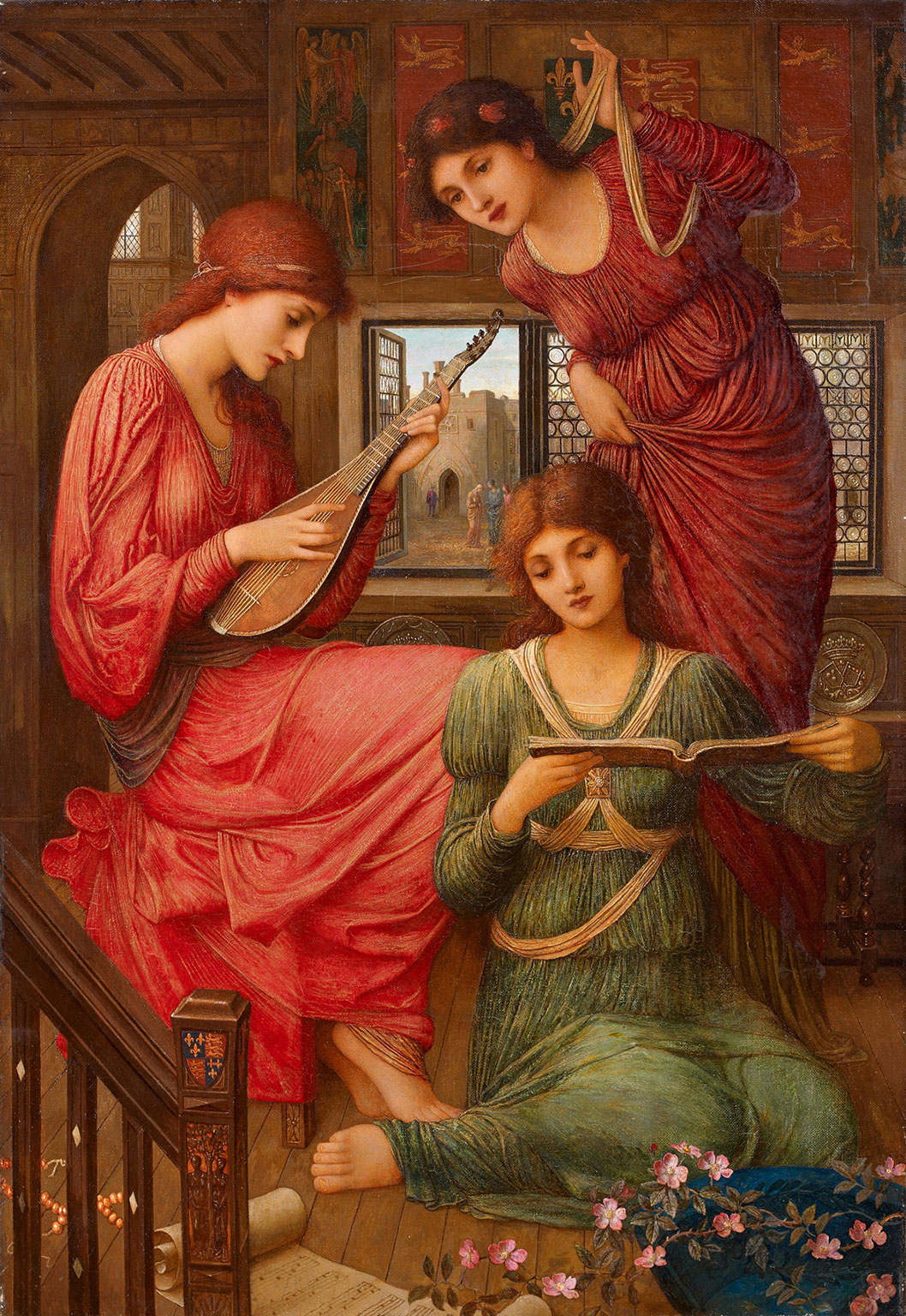
En los días de oro. John Melhuish Strudwick, 1907.
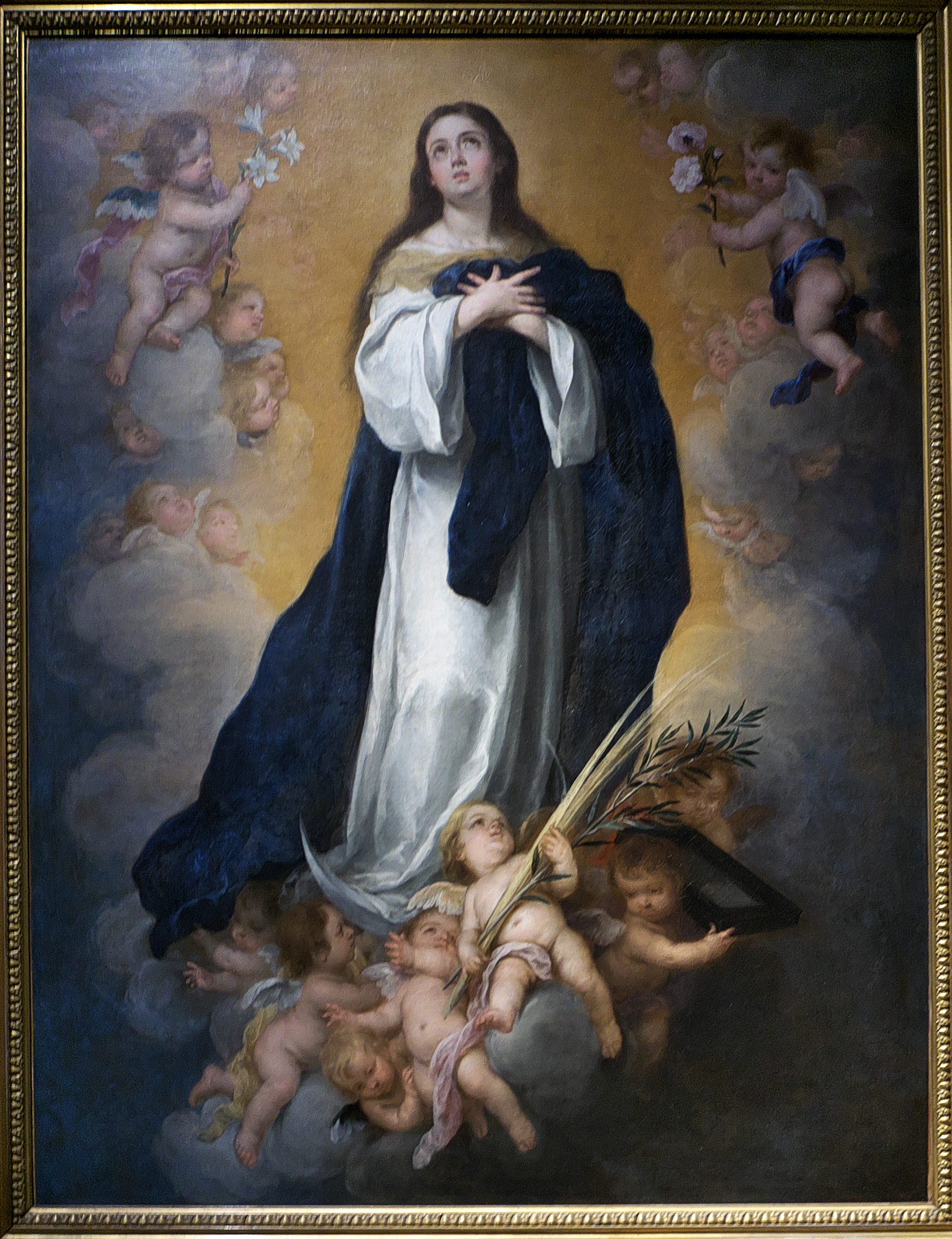
Inmaculada Concepción, Bartolomé Esteban Murillo.
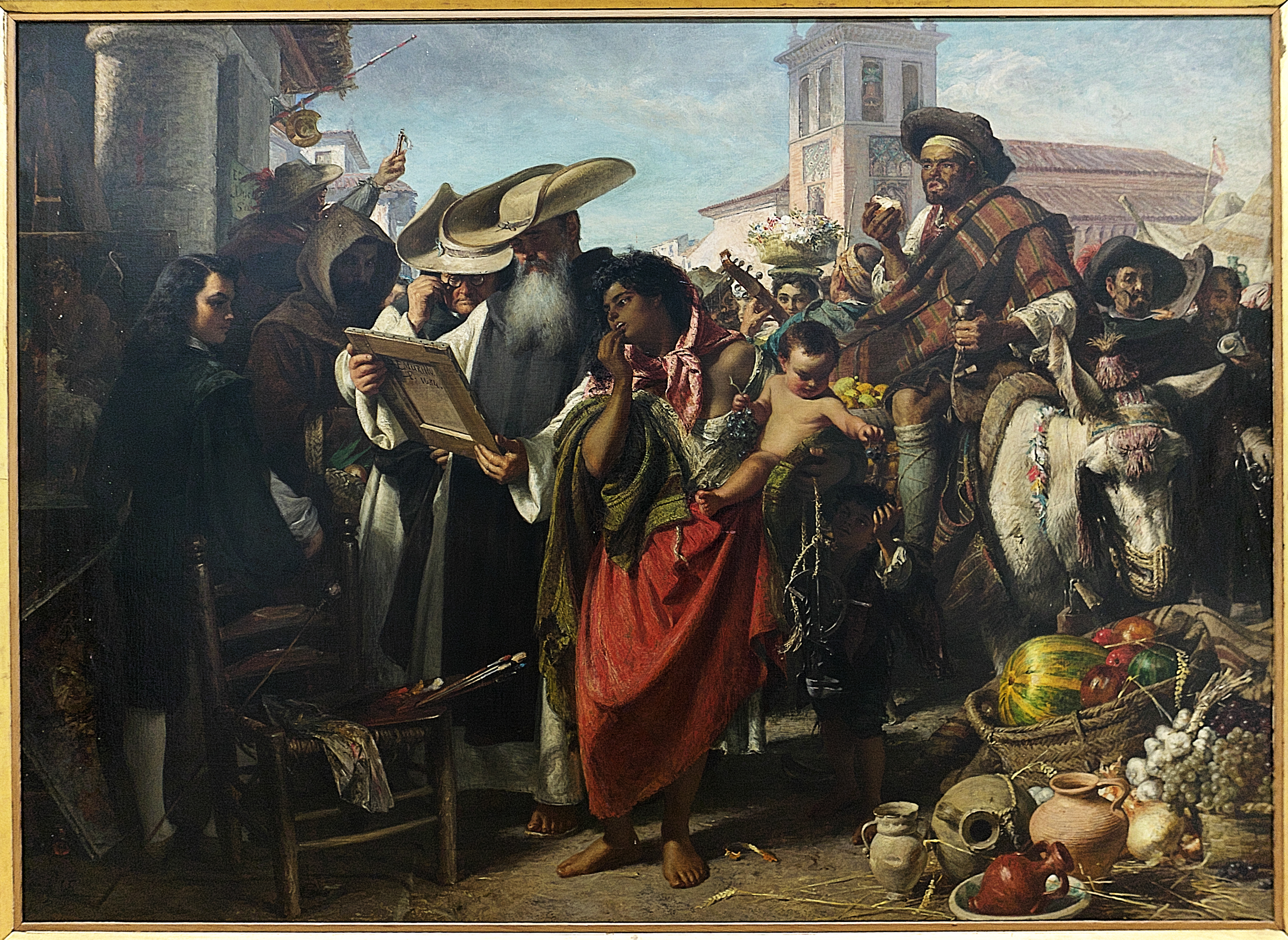
La temprana carrera de Murillo, John Phillip (1865)

## Familia
Pérez Simón estuvo casado con Josefina Carrera, separado hace más de 20 años, con la que tuvo una hija, María José; y dos nietos. Tras su separación, mantuvo una relación sentimental durante trece años con Silvia Gómez-Cuétara, heredera del imperio de galletas Cuétara.